# Касді Мербах
Касді Мербах (16 квітня 1938 — 22 серпня 1993) (араб. قاصدي مرباح) — прем'єр-міністр Алжиру у 1988—1989 роках.
Був членом Фронту національного визволення, що був урядовою партією у ті часи.
Його було вбито у серпні 1993 року.